# Torre-Cardela (kommun)
Torre-Cardela är en kommun i Spanien.   Den ligger i provinsen Provincia de Granada och regionen Andalusien, i den södra delen av landet, 300 km söder om huvudstaden Madrid. Antalet invånare är 920.